# Boelanasj (plaats)
Boelanasj (Russisch: Буланаш) is een nederzetting met stedelijk karakter in het gemeentelijk district Artjomovski van de Russische oblast Sverdlovsk. De plaats ligt op 12 kilometer ten zuidoosten van de stad Artjomovski. De plaats is vernoemd naar het gelijknamige riviertje dat door het zuiden van de plaats stroomt.

## Mijnbouw
De plaats ontstond in 1938 rond een aantal steenkoolmijnen onder de naam "Boelanasj-mijnen" (Буланашские шахты). De mijnen werden gebouwd door onder andere inwoners van Moskou en later ook door mensen uit andere delen van de Sovjet-Unie. De mijnen werden officieel in werking gesteld halverwege 1939, maar in werkelijkheid begonnen de eerste mijnen (Boelanasj-1 en 2) pas met productie in 1943. Voor de bouw van de mijnen en de plaats werden veel krijgsgevangenen, zoals Duitsers en Japanners, alsook inwoners van de Centraal-Aziatische republieken ingezet. Boelanasj-3 tot 5 werden in werking gesteld in achtereenvolgens 1947 (nr. 3), 1951 (nr.5) en 1953 (nr. 4). In 1949 kreeg de plaats de status van nederzetting met stedelijk karakter. In 1957 gingen mijnen 1,2 en 5 samen tot "Boelanasj-2-5" en in 1970 kwamen alle mijnen onder 1 bedrijf te staan. De mijnen 3 en 4 werden vervolgens samengevoegd tot "Boelanasj-3-4". In de jaren 50 werd nog een mijn in gebruik genomen ("Boelanasj-Dalnye"), maar deze werd al snel weer gesloten. De mijnen worden momenteel niet meer gebruikt.
In de plaats bevinden zich ook onder andere een fabriek voor gewapend beton en een machinefabriek (uit 1972) voor de olieindustrie.

## Bevolking
Bij de volkstelling van 1989 had de plaats 15.572 inwoners en bij de volkstelling van 2002 13.274 inwoners. De bevolking is zeer gevarieerd en bestaat uit Russen, Wolga-Tataren, Wit-Russen, Oekraïners, Moldaviërs, Mordwienen, Mari, Grieken, Krim-Tataren, Duitsers, Bulgaren en anderen.

## Trivia
- Het spoorstation Boelanasj ligt ten zuidwesten van Artjomovski, op ongeveer 10 kilometer van de plaats